# 羅·比高
羅拔·亞歷山大·比高（Robert Alexander Bacon，1989年2月5日—），生於英格蘭，英格蘭足球運動員，司職前鋒，以本地球員身份註冊，生現時效力香港超級聯賽球隊港會。

## 球會生涯
羅比高（前譯比根）生於英格蘭，2009年加入由業餘球員組成的香港甲組足球聯賽球會港會，不過港會以9戰2和7負只得2分排包尾，然而在2011年1月8日在青衣運動場上演的聯賽盃8強賽事，卻以2–1爆冷擊敗大埔，首次殺入聯賽盃4強，及後在2月13日的聯賽盃4強加時以1–2不敵天水圍飛馬出局。2016－17球季，羅比高隨港甲亞軍港會升上香港超級聯賽，但港會仍然維持其業餘身份，陣中球員都有正職。2016年10月2日，港會在斧山道運動場作客標準灝天，羅比高於32分鐘取得自己首個港超聯入球，最終港會以3–2勝出，取得港超首場勝仗兼全取3分。2017年3月5日，羅比高於港會以2–0擊敗和富大埔的聯賽，取得今季第3個入球並助球隊取得第2場港超勝仗。

## 球會榮譽
港會
- 香港甲組聯賽亞軍（2015–16季度）

## 外部連結
- 香港足球總會網頁球員註冊資料 （页面存档备份，存于）